# Kiribati na Mistrzostwach Świata w Lekkoatletyce 2011
Kiribati na Mistrzostwach Świata w Lekkoatletyce 2011 były reprezentowane przez 2 zawodników – 1 kobietę i 1 mężczyznę.

## Wyniki reprezentantów Kiribati

### Mężczyźni

#### Konkurencje biegowe
| Konkurencja   | Zawodnik    | Runda 1  | Runda 1 | Runda 2  | Runda 2 | Półfinał | Półfinał | Finał    | Finał   |
| Konkurencja   | Zawodnik    | Rezultat | Pozycja | Rezultat | Pozycja | Rezultat | Pozycja  | Rezultat | Pozycja |
| ------------- | ----------- | -------- | ------- | -------- | ------- | -------- | -------- | -------- | ------- |
| Bieg na 100 m | George Pine | 11,34    | 17      | NQ       | NQ      | NQ       | NQ       | NQ       | NQ      |

### Kobiety

#### Konkurencje biegowe
| Konkurencja   | Zawodniczka      | Runda 1  | Runda 1 | Runda 2  | Runda 2 | Półfinał | Półfinał | Finał    | Finał   |
| Konkurencja   | Zawodniczka      | Rezultat | Pozycja | Rezultat | Pozycja | Rezultat | Pozycja  | Rezultat | Pozycja |
| ------------- | ---------------- | -------- | ------- | -------- | ------- | -------- | -------- | -------- | ------- |
| Bieg na 100 m | Kabotaake Romeri | 13,71    | 30      | NQ       | NQ      | NQ       | NQ       | NQ       | NQ      |